# Bohemia B-5

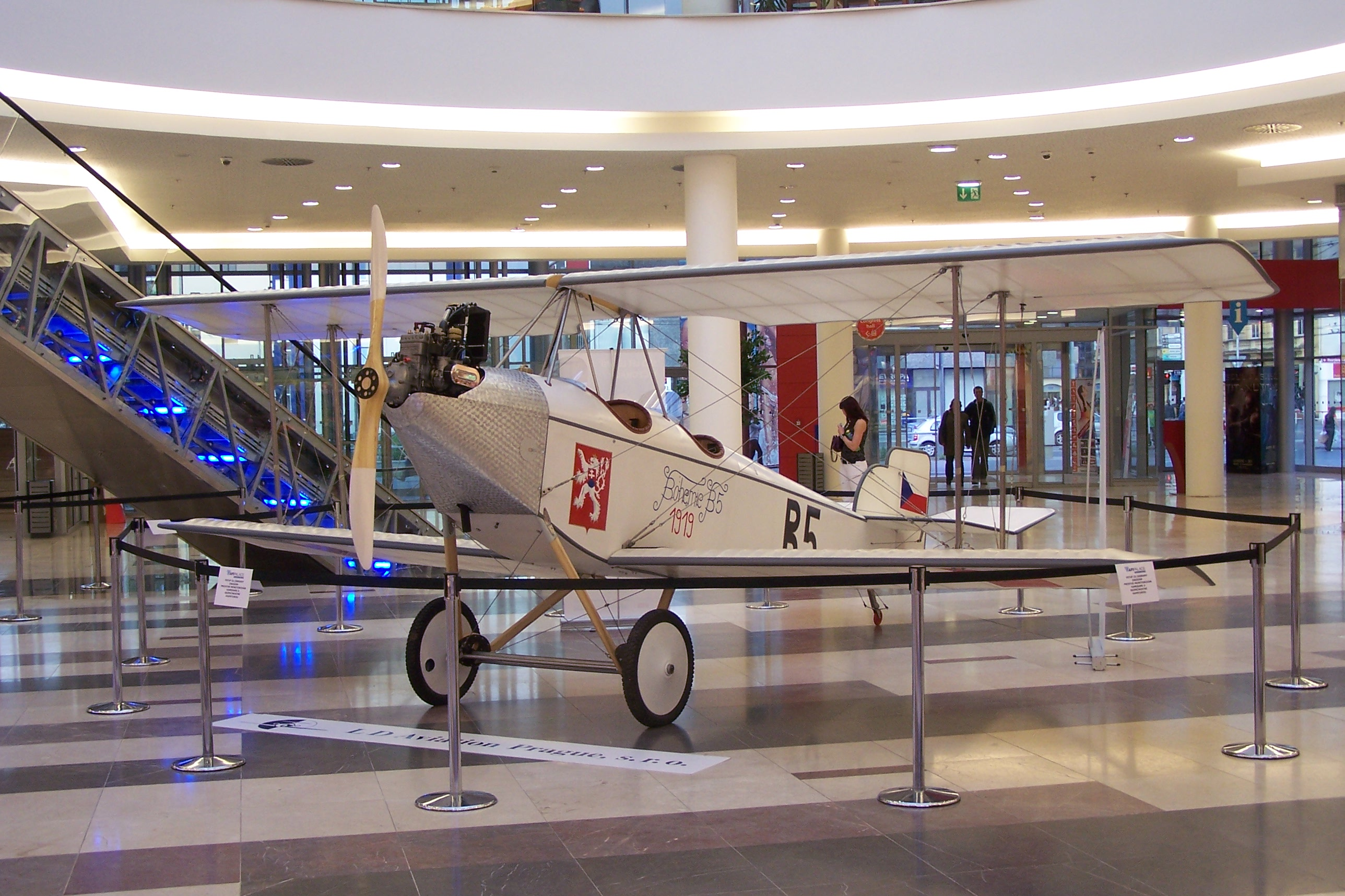
Bohemia B-5

De Bohemia B-5 (ook wel bekend als B.5) is een Tsjechoslowaaks dubbeldekker sportvliegtuig gebouwd door Bohemia. De B-5 was het eerste vliegtuig dat in Tsjechoslowakije ontworpen, gebouwd en gevlogen is na de oprichting van Tsjechoslowakije na het einde van de Eerste Wereldoorlog. De eerste vlucht vond plaats op 27 april 1919. Op dit moment is alleen nog een rompstuk van een B-5 te bezichtigen in het Tsjechisch luchtvaartmuseum, het Letecké Museum in Kbely, een Praagse wijk.

## Specificaties
- Bemanning: 1, de piloot
- Capaciteit: 1 passagier
- Lengte: 6,52 m
- Spanwijdte: 8,00 m
- Leeggewicht: 340 kg
- Startgewicht: 520 kg
- Motor: 1x N.A.G. 4-cilinder lijnmotor, 30 kW (40 pk)
- Maximumsnelheid: 110 km/h
- Vliegbereik: 120 km
- Dienstplafond: 1 500 m